# Торрі Крейг
Торрі Крейг (англ. Torrey Craig; нар. 19 грудня 1990 року в Колумбії, штат Південна Кароліна) — американський професійний баскетболіст, що виступає за клуб НБА Фінікс Санз. У студентські роки виступав за команду Північного Університету Південної Кароліни, де він був відмічений почесною згадкою при визначенні Гравця року All-American та Atlantic Sun конференцій NCAA у 2012 році.

## Студентська кар'єра
Крейг приїхав до Північного Університету Південної Кароліни із старшої школи у місті Грейт-Фоллс, штат Південна Кароліна, після того, як виграв нагороду гравця року у класі 1A у сезоні старшокурсника. Будучи першокурсником, Крейг увійшов у стартовий склад і швидко добився успіху, маючи в середньому 14,4 очка та 7,2 підбирання за гру на шляху до перемоги в номінації Новачка року конференції Atlantic Sun.
На другому курсі Крейг лідирував в A-Sun за очками, здобуваючи 16,4 за гру, і допоміг своїй команді виграти 21 гру. Він був визнаний Гравцем року конференції Atlantic Sun та удостоївся почесної згадки в рейтингу Гравця року All-American від Associated Press. Будучи третьокурсником, Торрі знову очолив A-Sun за скорінгом, забиваючи 17,2 очка за гру. Він був обраний до першої команди All-Atlantic Sun.
Перед початком сезону старшокурсника Крейг був визнаний передсезонним Гравцем року в конференції Atlantic Sun. 10 лютого 2014 року Крейг досяг позначки в 2000 очок у кар'єрі в 22-очкової грі проти Університету Східного Теннессі.

## Професійна кар'єра

### Кернс Тайпанс (2014—2016)

#### Сезон 2014—2015
6 серпня 2014 року Крейг підписав контракт з Кернс Тайпанс на сезон 2014–15 НБЛ. 10 грудня 2014 року він був визнаний гравцем тижня 9-го туру після того, як 6 грудня його дабл-дабл із 19 очок та 10 підбирань допоміг «Тайпанс» перемогти «Аделаїду Сьоті Сіксерс». 19 грудня він набрав найбільші у сезоні 28 очок, програвши тій же «Аделаїді» 90:86. Крейг допоміг «Тайпанс» перемогти «Нью Зіланд Брейкерс» в заключній грі регулярного сезону 22 лютого, та вперше в історії клубу фінішувати на вершині турнірної таблиці з рекордною різницею перемог-програшів 21–7. Змівши у півфіналі «Перт Вайлдкетс», «Тайпанс» зіткнулися з «Брейкерс» у Великому фіналі, програвши серію 2:0 після виграшного пострілу Екене Ібекве у другій грі. У 32 іграх за «Тайпанс» у 2014—2015 роках він набирав у середньому 8,9 очка, 5,7 підбирань та 1,2 передачі за гру, виходячи з лави запасних як підміна легкого форварда Стівена Вея.

#### Сезон 2015—2016
7 серпня 2015 року Крейг перепідписався з «Кернс Тайпанс» на сезон 2015—2016. За перші чотири ігри сезону він набрав у середньому лише 6 очок, проте підняв свій рівень продуктивності 24 жовтня, записавши 18 очок і 10 підбирань, у програші «Мельбурн Юнайтед». Він продовжував демонструвати хорошу форму протягом наступних трьох ігор, набравши 17, 19 та 17 очок відповідно, піднявши свої середні показники на майданчику до 11,9 очок та 4,9 підбирання після восьми ігор. 13 січня 2016 року, програвши «Юнайтед», Крейг став першим гравцем «Тайпанс», який мав за гру щонайменше 20 очок і 15 підбирань з часу Нейтана Джавая в 2008 році. «Тайпанс» завершили сезон поза межами першої четвірки, пропустивши таким чином плей-офф із різницею 12–16. Крейг виступав у всіх 28 іграх за команду, набираючи в середньому 11,6 очка, 6,1 підбирання, передачу та 1,1 блок-шот за гру.

### Веллінгтон Сейнтс (2015—2016)

#### Сезон 2015
17 березня 2015 року Крейг підписав контракт із «Веллінгтон Сейнтс» на сезон НБЛ у Новій Зеландії 2015 року. 17 квітня він набрав 41 очко із влучністю 16 з 22 спроб у «перестрілці» з «Таранакі Маунтінерз», закінчивши гру з відставанням лише на одне очко від командного рекорду «Веллінгтон Сентс», який утримував Майк Ефевберха з 42 пунктами. 21 квітня він був визнаний гравцем тижня третього туру, також записавши 25 очок та 14 підбирань проти «Саутленд Шаркс» 18 квітня. 18 червня він отримав почесну нагороду Гравця тижня 11-го туру разом із Таєм Веслі із «Саутленда». Наступного дня він вибув з гри до кінця регулярного сезону з травмою коліна. Крейг повернувся до складу «Сейнтс» до їх півфінального зіткнення з «Нельсон Джайентс». Він провів лише 15 хвилин у грі та набрав всього 3 очки в перемозі 97:85, що дозволило «Святим» просунутись до Великого фіналу, де вони зіткнулися із «Саутленд Шаркс». Однак Крейг не зміг претендувати на успіх у чемпіонаті вдруге за лічені місяці, оскільки зазнав чергової поразки, цього разу від перших сіяних «Шаркс», які перемогли «Сейнтс» 72:68. Незважаючи на пропуск останніх трьох ігор регулярного сезону, Крейг був визнаний MVP ліги сезону 2015 року, одночасно отримавши почесну відзнаку, потрапивши до All-Star Five. У 17 іграх за «Святих» він набирав у середньому 20,4 очка, 9,1 підбирання, 1,8 передачі, перехоплення та 1,2 блок-шота за гру.

#### Сезон 2016
26 січня 2016 року Крейг повторно підписав контракт із «Сейнтс» на сезон НБЛ у Новій Зеландії 2016 року. Він допоміг привести «Святих» до двох перемог в 1-му турі, згодом отримавши титул співгравця тижня за це. 20 квітня Торрі був визнаний співгравцем тижня 6-го туру після того, як 14 квітня набрав 34 очки проти «Супер Сіті Рейнджерс» і 18 очок проти «Кентербері Рамс» 15 квітня. Він привів «Сейнтс» до Великого фіналу, де вони зіткнулися з «Супер Сіті Рейнджерс». Завдяки своїм 15 очкам Крейг допоміг «святим» здобути дев'ятий титул у НБЛ із перемогою 94:82. У 2016 році він виступав у всіх 20 іграх за «Святих», набираючи в середньому 20,9 очка, 9,8 підбирання, 2,9 передачі та 1,3 перехоплення за гру. Також він другий рік поспіль отримав відзнаку All-Star Five.

### Брисбен Буллетс (2016—2017)
9 травня 2016 року Крейг підписав дворічну угоду з «Брисбен Буллетс» — командою, яка знову вступила до австралійської НБЛ у сезоні 2016—2017 після 8-річної перерви. Він дебютував за «Куль» у відкритті сезону 6 жовтня, набравши найбільші в команді 16 очок у перемозі над «Перт Вайлдкетс». Через два дні він записав 9 очок і 17 підбирань (найвищі за кар'єру в НБЛ) у перемозі над «Сідней Кінгз» 77:73, допомігши «Буллетс» розпочати сезон з різницею 2–0. 16 жовтня він набрав найбільші в команді 22 очки, програвши в овертаймі «Аделаїді Сьоті Сіксерс» 96:93. 19 листопада він набрав найбільші в кар'єрі 34 очки під час перемоги над «Сьоті Сіксерс» 105:87. У фіналі регулярного сезону «Куль» 11 лютого 2017 року Крейг набрав найбільші в грі 30 очок і 18 підбирань (новий максимум у кар'єрі), програвши «Іллаварра Гокс» 106:79. Він став лише другим гравцем за вісім років, який мав 30 очок і 18 підборів в грі, іншим був Джош Чілдресс (36 очок, 19 підбирань у листопаді 2014 року). «Буллетс» закінчили свій перший сезон після повернення в НБЛ на останньому місці з різницею 10–18. На вечорі нагород в кінці сезону НБЛ Крейг був визнаний Найкращим захисним гравцем НБЛ та потрапив у Другу команду НБЛ. Крейг з'являвся у всіх 28 іграх за «Куль» у 2016—2017 роках, набираючи в середньому 15,2 очка, 8,0 підбирань, 1,5 передачі та 1,1 перехоплення за гру.

### Голд-Кост Роллерс (2017)
18 січня 2017 року Крейг підписав контракт із «Голд-Кост Роллерс» на сезон Квінслендської баскетбольної ліги 2017 року. 13 травня 2017 року, у третій грі сезону «Роллерс», Крейг набрав 42 очки та 12 підбирань у перемозі над «Саус Вест Метро Пайретс» 95:92. Згодом він був визнаний Гравцем тижня у 3 турі. 27 травня 2017 року він здобув 32 очки та 16 підбирань, програвши «Логан Тандер» 107:100. 16 червня 2017 року він записав 40 очок і 13 підбирань, програвши «Маккей Метеорс» 93:79. У 10 іграх за «Роллерів» він набирав у середньому 28,2 очка, 9,9 підбирань, 4,0 передачі, 1,5 перехоплення та блок-шот за гру.

### Денвер Наггетс (2017—2020)
Наприкінці червня 2017 року Крейг повернувся до США, щоб приєднатися до «Денвер Наггетс» у Літній лізі НБА 2017 року. Вразивши «Самородків» під час Літньої ліги, він підписав двосторонній контракт із ними 19 липня 2017 року. Зацією угодою Крейг провів більшу частину сезону в G-Лізі НБА у «Су-Фоллс Скайфорс» через обмеження в 45 днів, які він міг провести з «Наггетс». Крейг дебютував у НБА за «Денвер» 28 листопада 2017 року, програвши 106:77 «Юті Джаз», приєднавшись до Майка Гібсона як єдиного гравця в історії Північного Університету Південної Кароліни, який грав у НБА. Він уперше розпочав гру у старті 15 грудня 2017 року проти «Нью-Орлінс Пеліканс», набравши 6 очок у перемозі в овертаймі 117:111. Через три дні Крейг набрав найвищі у сезоні 14 очок, програвши «Оклахома-Сіті Тандер» із рахунком 95:94. 1 квітня 2018 року Торрі записав 7 очок і найвищі в сезоні 8 підбирань у перемозі над «Мілвокі Бакс» у перемозі в овертаймі 128—125.
10 липня 2018 року Крейг підписав дворічний контракт із «Наггетс» на 4 мільйони доларів. 1 лютого 2019 року він набрав найбільші в кар'єрі 22 очки у перемозі 136:122 над «Г'юстон Рокетс». У четвертій грі в серії «Наггетс» у першому раунді плей-офф проти «Сан-Антоніо Сперс» Крейг набрав 18 очок із п'ятьма влучними триочковими у перемозі 117:103.
1 березня 2020 року Крейг набрав найбільші в сезоні 17 очок проти «Торонто Репторз». У сезоні НБА 2019—2020, що був переваний пандемією COVID-19, Крейг набирав у середньому 5,4 очка та 3,3 підбирання протягом регулярного сезону, чим ще раз довів свою цінність як одного з найкращих «вінгів» НБА протягом постсезону.
17 листопада 2020 року «Наггетс» продовжили Крейгу кваліфікаційну пропозицію в розмірі 2,5 мільйона доларів, чим зробили його обмежено вільним агентом. Вони відкликали цю пропозицію через чотири дні, зробивши його необмежено вільним агентом.

### Мілвокі Бакс (2020—2021)
26 листопада 2020 року Крейг підписав контракт із «Мілвокі Бакс».

### Фінікс Санз (2021-дотепер)
18 березня 2021 року Крейга обміняли до «Фінікс Санз» в обмін на грошову компенсацію.

## Особисте життя
Син Крейга, Брейлон, народився 4 червня 2014 року.

## Статистика

### Регулярний сезон
| Сезон   | Команда | GP  | GS | MPG  | FG%  | 3P%  | FT%  | RPG | APG | SPG | BPG | PPG |
| ------- | ------- | --- | -- | ---- | ---- | ---- | ---- | --- | --- | --- | --- | --- |
| 2017–18 | Денвер  | 39  | 5  | 16.1 | .453 | .293 | .629 | 3.3 | .6  | .3  | .4  | 4.2 |
| 2018–19 | Денвер  | 75  | 37 | 20.0 | .442 | .324 | .700 | 3.5 | 1.0 | .5  | .6  | 5.7 |
| 2019–20 | Денвер  | 58  | 27 | 18.5 | .461 | .326 | .611 | 3.3 | .8  | .4  | .6  | 5.4 |
| Кар'єра | Кар'єра | 172 | 69 | 18.6 | .451 | .320 | .660 | 3.4 | .8  | .4  | .6  | 5.3 |

### Плей-офф
| Сезон   | Команда | GP | GS | MPG  | FG%  | 3P%  | FT%  | RPG | APG | SPG | BPG | PPG |
| ------- | ------- | -- | -- | ---- | ---- | ---- | ---- | --- | --- | --- | --- | --- |
| 2019    | Денвер  | 14 | 11 | 23.6 | .478 | .472 | .563 | 5.1 | .9  | .5  | .4  | 6.6 |
| 2020    | Денвер  | 19 | 3  | 19.7 | .423 | .262 | .692 | 3.3 | .7  | .4  | .4  | 4.5 |
| Кар'єра | Кар'єра | 33 | 14 | 21.3 | .449 | .359 | .621 | 4.1 | .8  | .4  | .4  | 5.4 |

1. 1 2  Torry Craig USC Upstate bio. USC Upstate Spartans. Архів оригіналу за 25 лютого 2019. Процитовано 16 листопада 2013. [Архівовано 2019-02-25 у Wayback Machine.]
2. ↑  ETSU’s Smith Headlines All-Conference Teams. Atlantic Sun Conference. 1 березня 2011. Архів оригіналу за 5 січня 2014. Процитовано 16 листопада 2013. [Архівовано 2014-01-05 у Wayback Machine.]
3. ↑  McCormick, Bret (12 листопада 2013). Great Falls helped make USC Upstate’s Craig into unassuming star. The Herald. Архів оригіналу за 17 листопада 2013. Процитовано 16 листопада 2013.
4. ↑  Torrey Craig Named Honorable Mention AP All-American. USC Upstate Spartans. 26 березня 2012. Архів оригіналу за 29 грудня 2015. Процитовано 16 листопада 2013. [Архівовано 2015-12-29 у Wayback Machine.]
5. ↑  Shanesy, Todd (10 жовтня 2013). USC Upstate's Craig named player of the year in preseason poll. Spartanburg Herald-Journal. Процитовано 16 листопада 2013.
6. ↑  Second Half Surge Leads Upstate Past ETSU. USC Upstate Spartans. 10 лютого 2014. Процитовано 13 лютого 2014.
7. ↑  Wenzel, Murray (6 серпня 2014). South Carolina forward Torrey Craig is Cairns Taipans’ latest recruit. CairnsPost.com.au. Процитовано 7 серпня 2015.
8. ↑  Wenzel, Murray (11 грудня 2014). Gifted Cairns Taipans import Torrey Craig has eye on the big picture. CairnsPost.com.au. Процитовано 7 серпня 2015.
9. ↑  Chalmers, Steve (19 грудня 2014). NBL 2014/15 Round 11: Sixers spur to victory over stung Snakes. PickAndRoll.com.au. Процитовано 27 березня 2016.
10. ↑  Grand Final Report: Ibekwe jumper wins Breakers the Championship. NBL.com.au. 8 березня 2015. Архів оригіналу за 11 березня 2015. [Архівовано 2015-03-11 у Wayback Machine.]
11. ↑  Player statistics for Torrey Craig – ANBL. FoxSportsPulse.com. Процитовано 7 серпня 2015.
12. ↑  McAuliffe, Hugh (17 березня 2015). PJ Saints add Craig to their roster, ex Taipans. Australiabasket.com. Sports I.T. Процитовано 17 березня 2015.
13. ↑  TAIPANS RETAIN TORREY CRAIG. Taipans.com. NBL.com.au. 7 серпня 2015. Архів оригіналу за 15 серпня 2015. Процитовано 7 серпня 2015. [Архівовано 2015-08-15 у Wayback Machine.]
14. ↑  Wenzel, Murray (7 серпня 2015). Import Torrey Craig returns for second season at Cairns Taipans. CairnsPost.com.au. Процитовано 7 серпня 2015.
15. ↑  UNITED TOP SNAKES, REMAIN UNBEATEN. Taipans.com. NBL.com.au. 24 жовтня 2015. Архів оригіналу за 3 лютого 2016. Процитовано 11 листопада 2015. [Архівовано 2016-02-03 у Wayback Machine.]
16. ↑  Taipans vs United. NBL.com.au. 13 січня 2016. Архів оригіналу за 19 січня 2016. Процитовано 14 січня 2016. [Архівовано 2016-01-19 у Wayback Machine.]
17. ↑  @NBL (14 січня 2016). Last night was the first time a... (Твіт). Процитовано 14 січня 2016 — через Твіттер.
18. ↑  Worthington, Sam (17 березня 2015). Cameron puts a Snake among Wellington Saints. Stuff.co.nz. Процитовано 17 березня 2015.
19. ↑  Anderson, Niall (17 квітня 2015). Craig Has Monster Game As Saints Beat Airs. NZhoops.co.nz. Архів оригіналу за 17 квітня 2015. Процитовано 17 квітня 2015. [Архівовано 2015-04-17 у Wayback Machine.]
20. ↑  SAINTS CRAIG IS R3 PLAYER OF THE WEEK. Basketball.org.nz. 21 квітня 2015. Процитовано 22 квітня 2015.
21. ↑  CRAIG AND WESLEY WIN WEEKLY AWARD. Basketball.org.nz. 18 червня 2015. Процитовано 18 червня 2015.
22. ↑  Hyslop, Liam (19 червня 2015). Wellington Saints swingman Torrey Craig in doubt for rest of NBL season. Stuff.co.nz. Процитовано 27 червня 2015.
23. ↑  Hyslop, Liam (4 липня 2015). Lindsay Tait stars as Wellington Saints beat Nelson Giants in NBL semi. Stuff.co.nz. Процитовано 6 серпня 2015.
24. ↑  Hyslop, Liam (5 липня 2015). Southland Sharks beat Wellington Saints in tense NBL final. Stuff.co.nz. Процитовано 6 серпня 2015.
25. ↑  CRAIG WINS MVP. Basketball.org.nz. 6 липня 2015. Процитовано 9 липня 2015.
26. ↑  Player statistics for Torrey Craig – NZNBL. FoxSportsPulse.com. Процитовано 13 серпня 2015.
27. ↑  Hyslop, Liam (26 січня 2016). National Basketball League MVP Torrey Craig returns to Wellington Saints for 2016. Stuff.co.nz. Процитовано 26 січня 2016.
28. ↑  HENRY, CRAIG AND STRONG ARE PLAYERS OF THE WEEK. Basketball.org.nz. 16 березня 2016. Процитовано 16 березня 2016.
29. ↑  ROBERTS AND CRAIG SHARE PLAYER OF THE WEEK. Basketball.org.nz. 20 квітня 2016. Процитовано 20 квітня 2016.
30. ↑  SAINTS CLAIM 9TH NBL TITLE. Basketball.org.nz. 6 червня 2016. Процитовано 9 червня 2016.
31. ↑  Rangers vs Saints. FIBALiveStats.com. 4 червня 2016. Процитовано 9 червня 2016.
32. ↑  MOORE TAKES OUT NBL MVP. Basketball.org.nz. 8 червня 2016. Процитовано 9 червня 2016.
33. ↑  TORREY CRAIG JOINS BRISBANE BULLETS. NBL.com.au. 9 травня 2016. Архів оригіналу за 9 травня 2016. Процитовано 9 травня 2016. [Архівовано 2016-05-09 у Wayback Machine.]
34. ↑  Davis, Greg (8 травня 2016). Brisbane Bullets sign American import and former Taipans forward Torrey Craig. CourierMail.com.au. Процитовано 9 травня 2016.
35. ↑  Beal blasts Bullets to house-warming win. NBL.com.au. 6 жовтня 2016. Архів оригіналу за 17 травня 2018. Процитовано 25 травня 2019.
36. ↑  BULLETS OUTMUSCLE KINGS IN SYDNEY OPENER. NBL.com.au. 8 жовтня 2016. Архів оригіналу за 9 жовтня 2016. Процитовано 8 жовтня 2016. [Архівовано 2016-10-09 у Wayback Machine.]
37. ↑  RANDLE, GUTSY SIXERS CRASH BAIRSTOW DEBUT IN OT. NBL.com.au. 16 жовтня 2016. Архів оригіналу за 5 вересня 2021. Процитовано 16 жовтня 2016. [Архівовано 2021-09-05 у Wayback Machine.]
38. ↑  CRAIG, PETRIE STAR IN BLOWOUT ROAD WIN. NBL.com.au. 19 листопада 2016. Архів оригіналу за 2 лютого 2017. Процитовано 20 листопада 2016. [Архівовано 2017-02-02 у Wayback Machine.]
39. ↑  Hawks vs Bullets. FIBALiveStats.com. 11 лютого 2017. Процитовано 11 лютого 2017.
40. ↑  @nblfacts (11 лютого 2017). Torrey Craig becomes 2nd player in last 8 years... (Твіт). Процитовано 12 лютого 2017 — через Твіттер.
41. ↑  BEST DEFENSIVE PLAYER: TORREY CRAIG. NBL.com.au. 13 лютого 2017. Архів оригіналу за 14 лютого 2017. Процитовано 13 лютого 2017. [Архівовано 2017-02-14 у Wayback Machine.]
42. ↑  ALL NBL FIRST & SECOND TEAMS 2016/17. NBL.com.au. 13 лютого 2017. Архів оригіналу за 5 вересня 2021. Процитовано 13 лютого 2017. [Архівовано 2021-09-05 у Wayback Machine.]
43. ↑  Wilson, Terry (18 січня 2017). Gold Coast Rollers sign Brisbane Bullets star Torrey Craig for their QBL campaign. GoldCoastBulletin.com.au. Процитовано 18 січня 2017.
44. ↑  Royce, James (18 січня 2017). NBL star signs on with Gold Coast Rollers. Hit.com.au. Архів оригіналу за 19 січня 2017. Процитовано 18 січня 2017.
45. ↑  Pirates vs Rollers. FIBALiveStats.com. 13 травня 2017. Процитовано 13 травня 2017.
46. ↑  Player of the Week – Round 3. qbl.basketballqld.com.au. 17 травня 2017. Архів оригіналу за 17 травня 2017. Процитовано 17 травня 2017. [Архівовано 2017-05-17 у Wayback Machine.]
47. ↑  Thunder vs Rollers. FIBALiveStats.com. 27 травня 2017. Процитовано 27 травня 2017.
48. ↑  Rollers vs Meteors. FIBALiveStats.com. 16 червня 2017. Процитовано 16 червня 2017.
49. ↑  Player statistics for Torrey Craig. SportsTG.com. Процитовано 20 липня 2017.
50. ↑  Wilson, Terry (28 червня 2017). Gold Coast Rollers resigned to losing star American import Torrey Craig to the NBA. GoldCoastBulletin.com.au. Процитовано 28 червня 2017.
51. ↑  Nuggets Sign Rookie Torrey Craig to Two-Way Contract. NBA.com. 19 липня 2017. Процитовано 19 липня 2017.
52. ↑  DENVER NUGGETS STRIKE GOLD WITH TORREY CRAIG. NBL.com.au. 20 липня 2017. Архів оригіналу за 20 липня 2017. Процитовано 20 липня 2017. [Архівовано 2017-07-20 у Wayback Machine.]
53. ↑  Crouse, Chris (19 липня 2017). Nuggets Sign Torrey Craig To Two-Way Contract. HoopsRumors.com. Процитовано 19 липня 2017.
54. ↑  Dempsey, Christopher (29 листопада 2017). Torrey Craig Making Most of Opportunity in G-League and With Nuggets. NBA.com. Процитовано 1 грудня 2017.
55. ↑  Nuggets vs. Jazz – Box Score. ESPN.com. 28 листопада 2017. Процитовано 1 грудня 2017.
56. ↑  Torrey Craig Earns Contract with Denver Nuggets. upstatespartans.com. 17 липня 2017. Архів оригіналу за 11 грудня 2017. Процитовано 11 грудня 2017. [Архівовано 2017-12-11 у Wayback Machine.]
57. ↑  Barton leads Nuggets past Pelicans 117-111 in OT. ESPN.com. 15 грудня 2017. Процитовано 15 грудня 2017.
58. ↑  Westbrook's season-high 38 lead Thunder past Nuggets, 95-94. ESPN.com. 18 грудня 2017. Процитовано 19 грудня 2017.
59. ↑  Torrey Craig 2017-18 Game Log. Basketball-Reference.com. Процитовано 15 липня 2018.
60. ↑  Denver Nuggets Sign Free Agent Torrey Craig. NBA.com. 10 липня 2018. Процитовано 15 липня 2018.
61. ↑  Mizell, Gina (9 липня 2018). Torrey Craig signs 2-year, $4 million contract with Denver Nuggets. DenverPost.com. Процитовано 15 липня 2018.
62. ↑  Beasley, Craig Put Up Career Highs, Nuggets Down Rockets. NBA.com. 1 лютого 2019. Процитовано 2 лютого 2019.
63. ↑  Nuggets beat Spurs 117-103 to tie series at 2-2. ESPN.com. 20 квітня 2019. Процитовано 22 квітня 2019.
64. ↑  Torrey Craig 2019-20 Game Log. Basketball-Reference.com. Процитовано 22 листопада 2020.
65. 1 2  Singer, Mike (17 листопада 2020). Nuggets issue Torrey Craig qualifying offer ahead of free agency, source confirms. denverpost.com. Процитовано 22 листопада 2020.
66. ↑  Adams, Luke (21 листопада 2020). Nuggets Withdraw QO For Torrey Craig, Making Him UFA. hoopsrumors.com. Процитовано 22 листопада 2020.
67. ↑  Bucks Sign Torrey Craig, Bryn Forbes and Bobby Portis. NBA.com. 26 листопада 2020. Процитовано 26 листопада 2020.
68. ↑  SUNS ACQUIRE TORREY CRAIG FROM MILWAUKEE. NBA.com. 18 березня 2021. Процитовано 18 березня 2021.
69. ↑  Hyslop, Liam (29 травня 2015). From South Carolina to Wellington: Torrey Craig's journey to the Saints. Stuff.co.nz. Процитовано 30 травня 2015.